# Matthieu Frédéric Blasius
Frédéric Blasius (Lauterbourg, 24 de abril de 1758 -Versalles, 1829) fue un violinista, clarinetista, director de orquesta y compositor francés . Nacido Matthäus ( francés : Matthieu, Mathieu ) Blasius, utilizó Frédéric como seudónimo en sus publicaciones en París. 

## Biografía
Blasius nació en la comuna alsaciana de Lauterbourg, en el extremo noreste de Francia, una ciudad cercana a la frontera con la región alemana de Renania que había sido fortificada a finales del siglo XVII por Luis XIV y tenía una gran presencia militar, entre ellos muchos músicos.  Sus padres eran alemanes. Su madre, miembro de la familia Bugard, era originaria de la ciudad de Schaidt, en el sur de Renania, y su padre, Johann Michael Blasius,  era de Rastatt en Baden. Recibió sus primeras lecciones de música de su padre, que se ganaba la vida como sastre, pero también era músico.   El joven Blasius, junto a sus dos hermanos mayores, Johann Peter y Franz Ignaz,  también recibieron lecciones de un músico militar, un hombre al que se hace referencia como Herr Stadt. Sus dos hermanos también trabajaron más tarde en París.  
De 1780 a 1782 Blasius trabajó para el obispo de Estrasburgo, el príncipe Louis-René-Edouard de Rohan.  El maestro de capilla de la catedral y director musical municipal de Estrasburgo en ese momento era Franz Xaver Richter. Richter fue cofundador de la "Escuela de Mannheim" y un destacado teórico musical.  En 1784 Blasius se trasladó a París y en la primavera de ese mismo año debutó como violinista y director de uno de sus propios conciertos en el Concert Spirituel ,  una actuación que recibió críticas favorables.  
Blasius se unió a la orquesta de la Opéra-Comique como violinista en 1788 y se convirtió en su concertino (y director) el 19 de abril de 1790,   cargo que ocupó hasta 1801 y nuevamente desde 1804 hasta 1816  (o 1818). 
Durante el período anterior, de 1788 a 1801, la Ópera Cómica sufrió importantes desafíos. Hasta ese momento el teatro había tenido prácticamente el monopolio de la representación de la ópera cómica francesa en París, pero en 1788, la reina consorte de Francia, María Antonieta dio licencia para abrir un nuevo teatro a su peluquero y fabricante de pelucas, Léonard Autié. Autié vendió su licencia al violinista italiano Giovanni Battista Viotti, quien contrató al compositor italiano Luigi Cherubini como director de la nueva compañía. Los dos hombres, reclutaron actores de provincias y cantantes de Italia. Al principio, la nueva compañía recibió el nombre de Théâtre de Monsieur, en honor al hermano del rey, Louis-Stanislas-Xavier, conde de Provence, que tenía el título cortesano de Monsieur y que, junto con la reina, prometió su protección al nuevo grupo. Más tarde, tras el traslado de la Salle des Machines del Palacio de las Tullerías a la rue Feydeau, y la caída de la monarquía, pasó a ser conocido comúnmente como Théâtre Feydeau. 
Inicialmente, al Théâtre de Monsieur se le prohibió interpretar el mismo repertorio que la Opéra-Comique, pero esto cambió rápidamente. Con la invasión de las Tullerías por una turba el 10 de agosto de 1792, los cantantes italianos regresaron a su país y Viotti huyó a Inglaterra. La compañía Feydeau, todavía bajo la dirección de Cherubini, se dedicó a representar la ópera cómica francesa. La competencia entre las dos compañías obligó a la Opera-Comique a mejorar los salarios para retener al mejor personal.  En 1794, el salario de Blasius en la Opéra-Comique se incrementó de 2.000 a 2.600 libras. 
Un relato del año VII (1795) se refiere al director de la Opéra-Comique como "le cit. [citoyen] Blasius", es decir, Ciudadano Blasius.  El repertorio de la Ópera Cómica que se presentó en la Sala Favart durante estos años, atestigua su adhesión a los valores de la revolución, en contraste con su "rival y emulador", en el Feydeau, que se mantuvo fiel a sus orígenes aristocráticos y atrajo opositores. del gobierno.  En 1793, Blasius había compuesto la música para un trait historique en dos actos de Auguste-Louis Bertin d'Antilly llamado Le Peletier de Saint-Fargeau, ou Le premier martyr de la République française. Esta pieza, estrenada por la Opéra-Comique en la Sala Favart el 23 de febrero, se basa en un hecho ocurrido sólo un mes antes: Louis-Michel le Peletier, marqués de Saint-Fargeau, fue asesinado el 20 de enero. por haber votado a favor de la ejecución de Luis XVI, quien fue ejecutado el día 21.  A principios de 1794, Blasius fue uno de los doce compositores, incluido Cherubini, que colaboraron en una comedia mêlée d'ariettes patriótica y revolucionaria en tres actos llamada Le Congrès des rois. La composición, encargada por el Comité de Salvación Pública, fue terminada en sólo dos días y representada por primera vez en la Sala Favart el 26 de febrero de 1794. Desafortunadamente, el trabajo no fue un éxito y los puristas revolucionarios encontraron mucho que objetar. Después de sólo dos funciones, las autoridades lo prohibieron por completo.  
En 1801, la competencia entre la Opéra-Comique y el Théâtre Feydeau había llegado a un punto muerto y se tomó la decisión de fusionar las dos compañías "mediante un acto legal de unión el 7 termidor del año IX (26 de julio de 1801)".  La nueva corporación mantendría el antiguo nombre Opéra-Comique pero actuaría en el teatro más nuevo de la rue Feydeau. La primera representación de la compañía fusionada fue un programa compuesto por Stratonice de Étienne Méhul y Les deux journées de Cherubini que tuvo lugar el 16 de septiembre de 1801.  Fue en 1801 cuando Blasius perdió por primera vez su puesto como director de la orquesta de la Ópera Cómica.  Durante su estancia en esa compañía, Blasius había interpretado y dirigido obras de Nicolas Dalayrac, André Grétry y Étienne Méhul, todos los cuales elogiaron sus habilidades como director. 
Blasius trabajó en otros teatros parisinos, primero en el Théâtre de la Cité, donde en noviembre de 1801 dirigió la primera representación parisina en alemán de El rapto en el serrallo de Mozart, con la compañía alemana de Elmenreich.  Dos de sus propias composiciones, los mélodrames Adelson et Salvini y Don Pèdre et Zulika, se representaron por primera vez en el Théâtre de la Gaîté en 1802. Posteriormente trabajó en el Théâtre de la Porte Saint-Martin, donde se representó por primera vez su Clodomire, ou La Prêtresse d'Irmunsul, un mélodrame en tres actos, el 5 de mayo de 1803.  
En 1795, Blasius recibió el nombramiento de profesor de violín en el recién creado Conservatorio de París. También ocupó otros cargos oficiales en diversos momentos de la Revolución y el Directorio.  Fue miembro y director de la Banda de la Guardia Nacional de 1793 a 1795, y en 1799 se convirtió en director de las bandas de la Garde Consulaire. En 1802 Blasius perdió su cátedra en el Conservatorio y en 1804 perdió su puesto en la Garde Consulaire, pero se convirtió en director de los Granaderos de la Guardia de Napoléon I.   Más tarde, durante el reinado de Luis XVIII, fue nombrado director de la banda del quinto regimiento de la Guardia Imperial y miembro de la orquesta privada del rey.  En 1816  (o 1818)  se jubiló y se dirigió a Versalles, donde murió en 1829.